# فرانكي ماسترز
فرانكي ماسترز (بالإنجليزية: Frankie Masters)‏ هو عازف جاز ومغني أمريكي، ولد في 12 أبريل 1904، وتوفي في 29 يناير 1991 في بارينغتون في الولايات المتحدة.

## وصلات خارجية
- فرانكي ماسترز على موقع IMDb (الإنجليزية)
- فرانكي ماسترز على موقع ميوزك برينز (الإنجليزية)
- فرانكي ماسترز على موقع قاعدة بيانات برودواي على الإنترنت (الإنجليزية)
- فرانكي ماسترز على موقع ديسكوغز (الإنجليزية)